# Rosita, please!
Rosita, please! és una pel·lícula espanyola del 1993 dirigida per Ventura Pons amb guió de Joan Barbero. Produïda per Els Films de la Rambla amb participació de Televisió de Catalunya, ha estat doblada al català.

## Sinopsi
Rosita, diva d'òpera una voluminosa i temperamental, abandona el rodatge de Tristany i Isolda a Hollywood, en assabentar-se que la productora no vol oferir-li el paper protagonista en el pròxim film Romeu i Julieta. Aleshores viatja a Bulgària després d'acceptar una invitació de Frank, un amic de joventut, que ha obert un restaurant de cuina valenciana a Plòvdiv per oblidar un antic amor. Rosita, a més, coincideix a l'aeroport de Sofia amb el seu ex-amant Quim, qui en 24 hores ho ha perdut tot, inclosa una maleta plena de diners i la memòria. Aprofitant aquest fet Rosita intenta lligar-se'l un altre cop. Un conte de fades on es barregen Richard Wagner i el licor de roses en una terra on un "sense" significa "no".

## Repartiment
- Amparo Moreno... Rosita
- Pavel Angelov ... Assistent de Rosita
- Mercè Arànega... Manoli
- Ángel Burgos... Frank
- Konstantin Hadjipanzov ... 	Vassil
- Joel Joan... Quim
- Ariadna Planas... 	Tina
- Dessy Tenekedjieva ... VIP Security
- Nikolai Urumov ... Simon
- Ilka Zafirova ... Mary Jo

## Premis
Als XII Premis de Cinematografia de la Generalitat de Catalunya Mercè Arànega va rebre el premi a la millor actriu la veu de la qual no ha estat doblada en versió catalana.